# Preignac
Preignac (Prenhac en occitan) est une commune du Sud-Ouest de la France, située dans le département de la Gironde, en région Nouvelle-Aquitaine.
Ses habitants sont appelés les Preignacais et Preignacaises.

## Géographie

### Localisation
Située dans le vignoble de Sauternes sur le Ciron en rive gauche de la Garonne, la commune se trouve à 40 km au sud-est de Bordeaux, chef-lieu du département, à 5,5 km au nord-ouest de Langon, chef-lieu d'arrondissement et à 9,5 km au sud-est de Podensac, ancien chef-lieu de canton.
Il existe une île sur la Garonne à hauteur de Preignac, l'île des Jarres, qui était habitée au XVIIIe siècle.
Situé derrière l'église, se trouve le château Gilette, appartenant aux vignobles Gonet-Médeville qui existent depuis 1710[réf. souhaitée].

### Communes limitrophes
Les communes limitrophes sont Toulenne à l'est, Fargues au sud-est, Sauternes au sud-sud-ouest, Bommes au sud-ouest, Pujols-sur-Ciron à l'ouest sur environ 1,5 km et Barsac au nord-ouest ; sur la rive droite de la Garonne, se trouve Sainte-Croix-du-Mont au nord-est.
| Barsac           |           | Rive droite Sainte-Croix-du-Mont de la Garonne |
| Pujols-sur-Ciron | Preignac  | Toulenne                                       |
| Bommes           | Sauternes | Fargues                                        |

### Climat
Pour des articles plus généraux, voir Climat de la Nouvelle-Aquitaine et Climat de la Gironde.
Historiquement, la commune est exposée à un climat océanique aquitain.  
En 2020, Météo-France publie une typologie des climats de la France métropolitaine dans laquelle la commune est exposée à un climat océanique et est dans la région climatique  Aquitaine, Gascogne, caractérisée par une pluviométrie abondante au printemps, modérée en automne, un faible ensoleillement au printemps, un été chaud (19,5 °C), des vents faibles, des brouillards fréquents en automne et en hiver et des orages fréquents en été (15 à 20 jours).
Pour la période 1971-2000, la température annuelle moyenne est de 12,9 °C, avec une amplitude thermique annuelle de 15,6 °C. Le cumul annuel moyen de précipitations est de 817 mm, avec 11,4 jours de précipitations en janvier et 6,5 jours en juillet. Pour la période 1991-2020, la température moyenne annuelle observée sur la station météorologique la plus proche, située sur la commune de Sauternes à 7 km à vol d'oiseau, est de 13,9 °C et le cumul annuel moyen de précipitations est de 859,6 mm,. Pour l'avenir, les paramètres climatiques de la commune estimés pour 2050 selon différents scénarios d'émission de gaz à effet de serre sont consultables sur un site dédié publié par Météo-France en novembre 2022.

## Urbanisme

### Typologie
Au 1er janvier 2024, Preignac est catégorisée bourg rural, selon la nouvelle grille communale de densité à sept niveaux définie par l'Insee en 2022.
Elle appartient à l'unité urbaine de Preignac, une unité urbaine monocommunale constituant une ville isolée,. Par ailleurs la commune fait partie de l'aire d'attraction de Bordeaux, dont elle est une commune de la couronne,. Cette aire, qui regroupe 275 communes, est catégorisée dans les aires de 700 000 habitants ou plus (hors Paris),.

### Occupation des sols

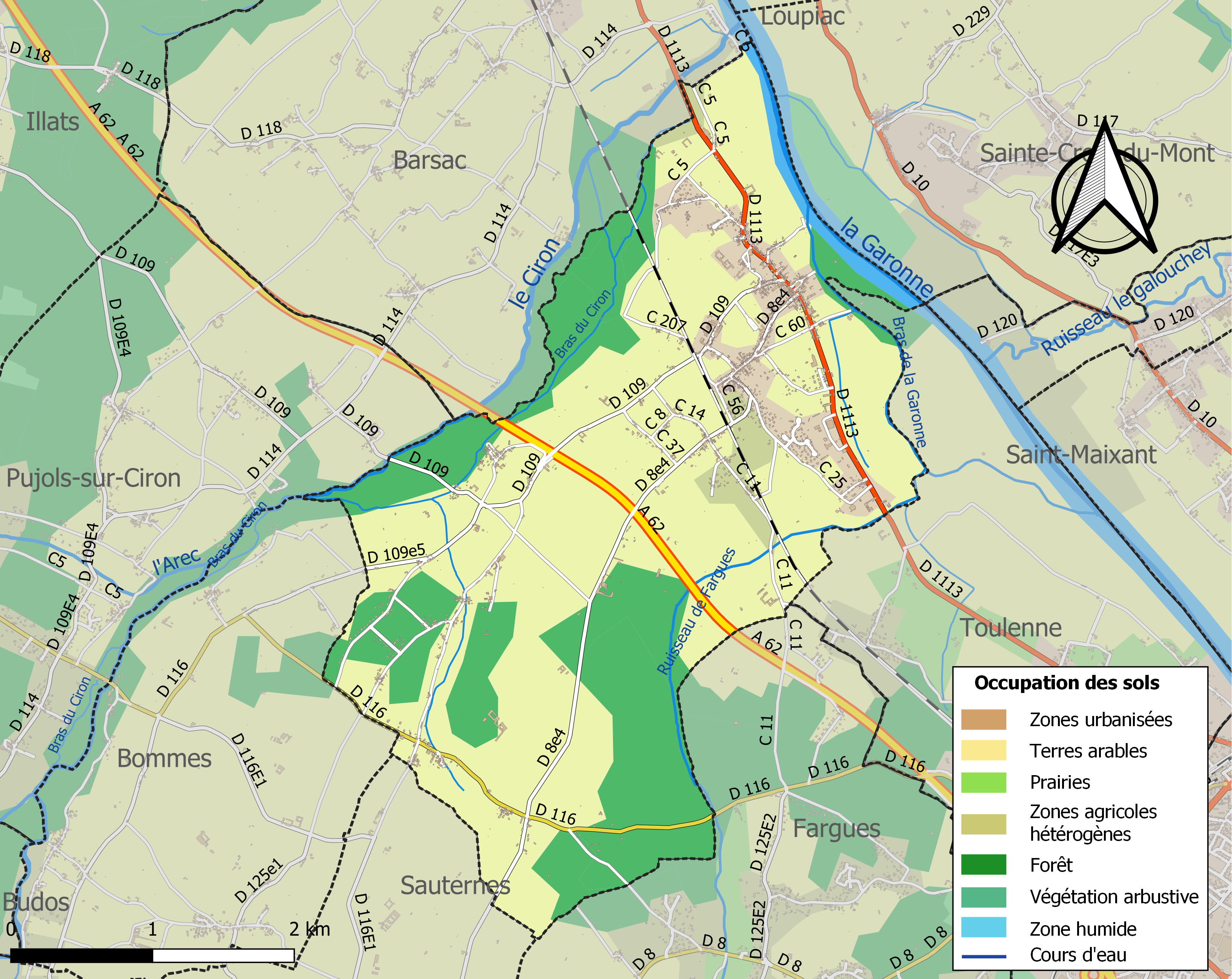
Carte des infrastructures et de l'occupation des sols de la commune en 2018 (CLC).

L'occupation des sols de la commune, telle qu'elle ressort de la base de données européenne d’occupation biophysique des sols Corine Land Cover (CLC), est marquée par l'importance des territoires agricoles (64,6 % en 2018), une proportion sensiblement équivalente à celle de 1990 (63,8 %). La répartition détaillée en 2018 est la suivante : 
cultures permanentes (58 %), forêts (27,1 %), zones urbanisées (6,8 %), terres arables (4 %), zones agricoles hétérogènes (2,6 %), eaux continentales (1,5 %). L'évolution de l’occupation des sols de la commune et de ses infrastructures peut être observée sur les différentes représentations cartographiques du territoire : la carte de Cassini (XVIIIe siècle), la carte d'état-major (1820-1866) et les cartes ou photos aériennes de l'IGN pour la période actuelle (1950 à aujourd'hui).

### Voies de communication et transports
La principale voie de communication routière est la route départementale D1113, ancienne RN113 (Bordeaux-Marseille), qui traverse la ville et mène, vers le nord-ouest, à Barsac et Podensac et, au-delà, à Bordeaux et, vers le sud-est, à Toulenne et, au-delà, à Langon. Deux routes départementales commencent à partir de cette D1113 et mènent toutes deux vers le sud-ouest, la D109 vers Pujols-sur-Ciron et la D8e4 vers Sauternes.

L'accès à l'autoroute A62 (Bordeaux-Toulouse) le plus proche est le no 3 de Langon, distant de 6,5 km vers le-sud-est.

L'accès no 1 de Bazas à l'autoroute A65 (Langon-Pau) se situe à 19 km vers le sud.
La commune dispose d'une gare SNCF sur la ligne Bordeaux-Sète du TER Nouvelle-Aquitaine.

### Risques majeurs
Le territoire de la commune de Preignac est vulnérable à différents aléas naturels : météorologiques (tempête, orage, neige, grand froid, canicule ou sécheresse), inondations, mouvements de terrains et séisme (sismicité très faible). Un site publié par le BRGM permet d'évaluer simplement et rapidement les risques d'un bien localisé soit par son adresse soit par le numéro de sa parcelle.
Certaines parties du territoire communal sont susceptibles d’être affectées par le risque d’inondation par débordement de cours d'eau, notamment la Garonne et le Ciron. La commune a été reconnue en état de catastrophe naturelle au titre des dommages causés par les inondations et coulées de boue survenues en 1982, 1995, 1997, 1999, 2009, 2014, 2018, 2020 et 2021,.
Les mouvements de terrains susceptibles de se produire sur la commune sont des affaissements et effondrements liés aux cavités souterraines (hors mines). Par ailleurs, afin de mieux appréhender le risque d’affaissement de terrain, l'inventaire national des cavités souterraines permet de localiser celles situées sur la commune.

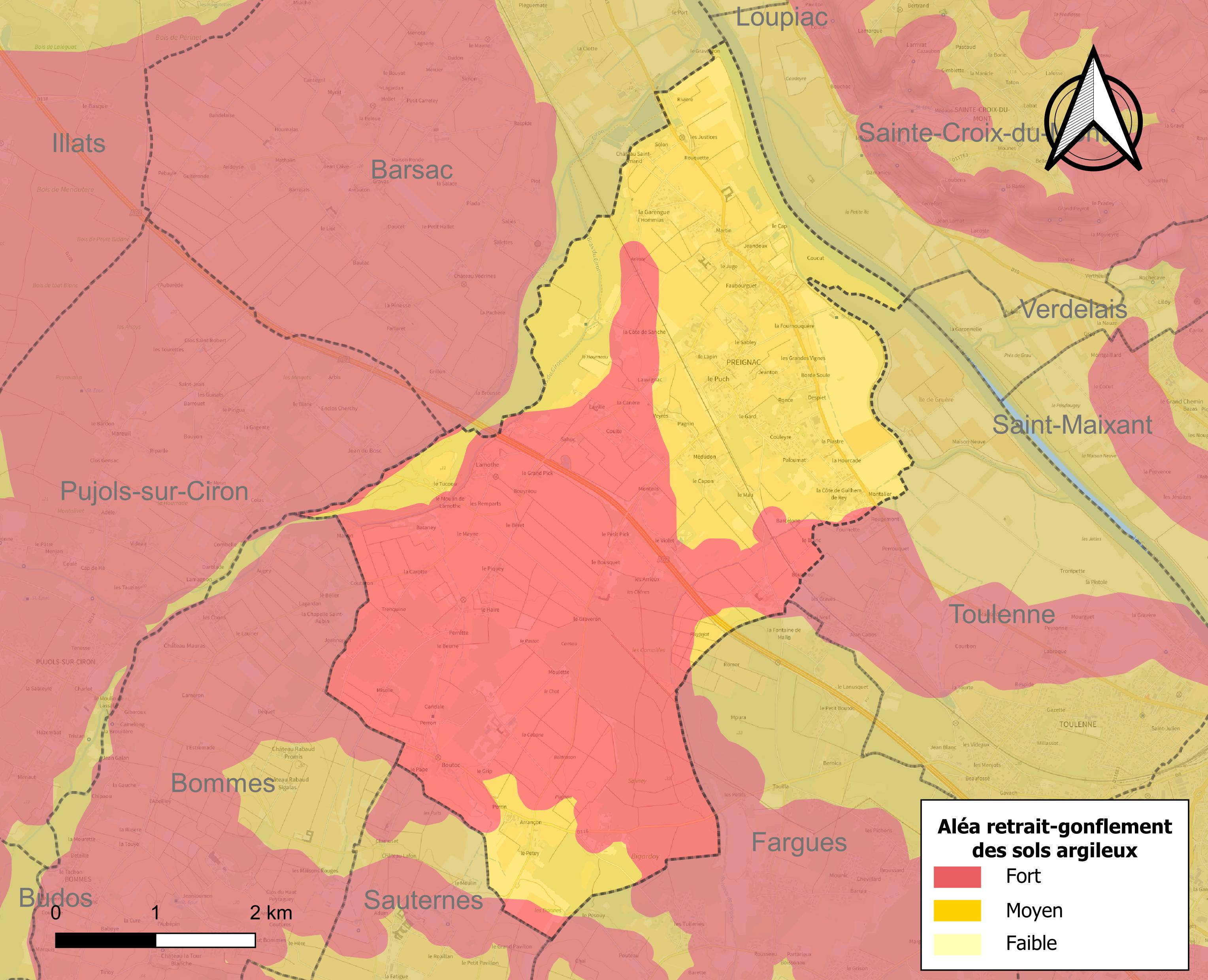
Carte des zones d'aléa retrait-gonflement des sols argileux de Preignac.

Le retrait-gonflement des sols argileux est susceptible d'engendrer des dommages importants aux bâtiments en cas d’alternance de périodes de sécheresse et de pluie. La totalité de la commune est en aléa moyen ou fort (67,4 % au niveau départemental et 48,5 % au niveau national). Sur les 1 033 bâtiments dénombrés sur la commune en 2019, 1 033 sont en aléa moyen ou fort, soit 100 %, à comparer aux 84 % au niveau départemental et 54 % au niveau national. Une cartographie de l'exposition du territoire national au retrait gonflement des sols argileux est disponible sur le site du BRGM,.
Par ailleurs, afin de mieux appréhender le risque d’affaissement de terrain, l'inventaire national des cavités souterraines permet de localiser celles situées sur la commune.
Concernant les mouvements de terrains, la commune a été reconnue en état de catastrophe naturelle au titre des dommages causés par la sécheresse en 2003 et par des mouvements de terrain en 1999.

## Histoire

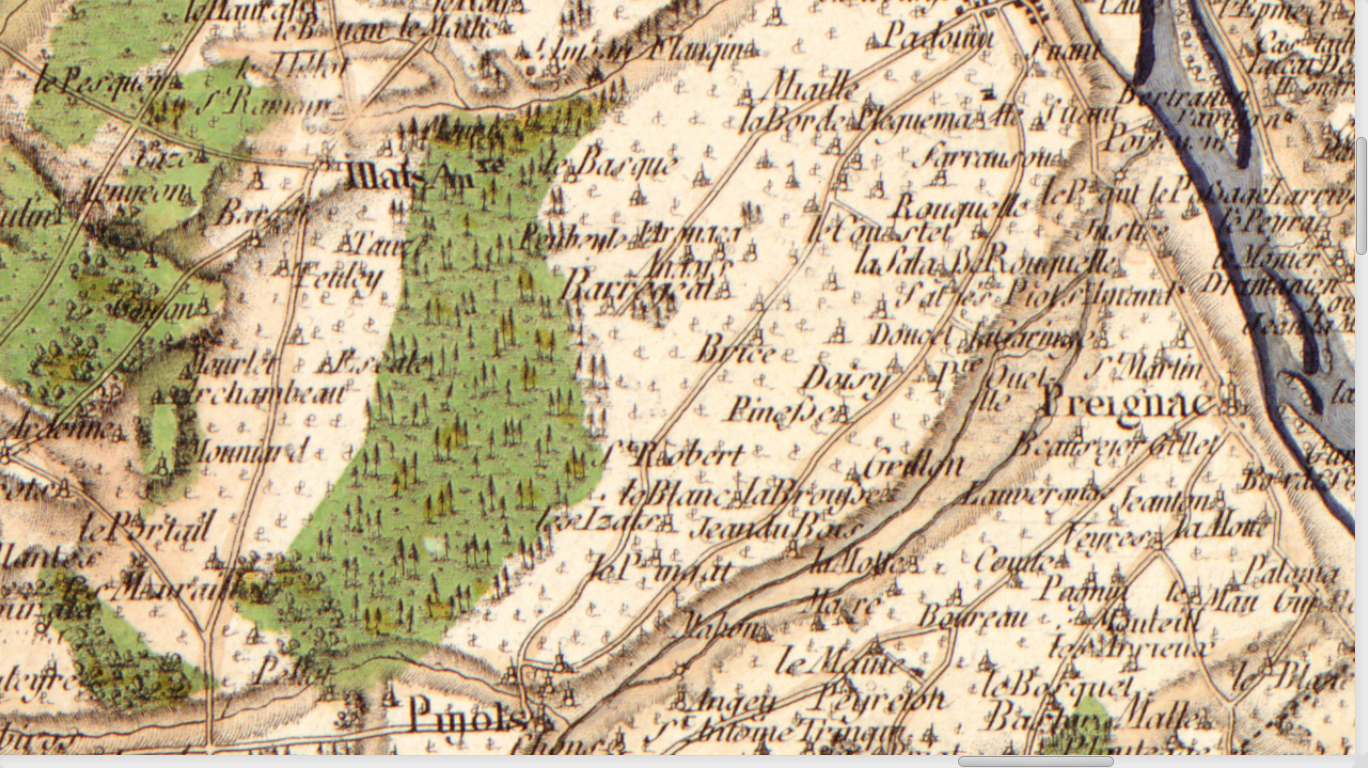
Preignac en 1756, Cassini

Plusieurs découvertes archéologiques attribuables à l'antiquité sont recensées par H. Sion :
- vers 1830, une nécropole mérovingienne sur la rive droite du Ciron, à Lamothe ;
- en avril 1859, Léo Drouyn a signalé des moellons en petit appareil dans les murs de la chapelle ;
- en 1887, un trésor monétaire dans un vase en terre cuite, au Domaine de Lamontagne ;
- en 1962, au lieu-dit Guilhem deu Rey, sur le site d'une chapelle rasée, plusieurs fosses-dépotoirs.

L'état de la paroisse au XVIIIe siècle a fait l'objet d'une enquête dont les résultats sont exposés dans l'ouvrage de Jacques Baurein :
La Paroisse est placée dans la juridiction de la Prévôté Royale de Barsac.
Les principaux villages sont : le Bourg, Martin, Jean Doux, Garingue, Faux Bourguet, Lafont Honqueyre, Guilhem Durey, Jean Durieu, Medudons, Rancon, Boutse, Le Pape, Trinquine, Le Haire, Briatte, La Mothe, La Coste, Miselle.
Le port de Preignac est très fréquenté. On y apporte quantité de denrées, soit des landes, soit des paroisses voisines. On y conduit, par la rivière, quantité de bleds du haut pays ce qui alimente un marché hebdomadaire le lundi.
Les murs d'une chapelle détruite, dite de Saint Amand, sont encore visibles près du Ciron.
Le ruisseau Larieu, qui vient de la paroisse de Fargues, n'est formé que par les eaux pluviales.
Les vins blancs sont très renommés et les vignes occupent quasiment tout le territoire, en dehors de quelques zones en pins.
La route de Bordeaux à Toulouse emprunte un pont construit sur le Ciron. Il existe un second pont appelé de Jarnac. Un grand chemin conduit à Villandraut.
L'abbé Baurein signale deux maisons nobles, l'une appelée de Malle, appartenant au marquis de Lur-Saluces, et l'autre, le château de Soudiraut, renommé par la bonté de ses vins. Les eaux d'une fontaine appartenant à ce même château, sont réputées minérales.
À la Révolution, la paroisse Saint-Vincent de Preignac forme la commune de Preignac.
Dans son ouvrage sur les Affluents de la rive gauche de la Garonne, Rebsomen donne quelques informations sur les monuments visibles au début du XXe siècle :
- le château de Suduiraut dont l'entrée principale est formée d'une avenue de pins francs. Une ligne demi-circulaire de tilleuls enserre une pièce d'eau, constellée de nénuphars, reflète les formes élancées d'un rideau de peupliers. Une large grille sert d'entrée à un petit jardin à la française.

La façade arrière est ornée de balcons en fer forgé Louis XV et d'un fronton triangulaire portant les armes des anciens seigneurs.
Le parc comporte des centaines de caisses d'orangers, un labyrinthe, une pièce d'eau, un vivier, des cèdres, une allée de palmiers, un petit bois de chênes et des châtaigniers plantés en quinconce ;
- le château de Malle possède des grilles en fer forgé portant des armoiries. Le château est de style Louis XIII avec un pavillon central flanqué de tours rondes à toit en coupole.

À l'intérieur, les salles sont ornementées de cheminées en pierre sculptées.
Les jardins, dessinés à la française, sont étagés avec terrasses, perrons et statues qui rappellent le genre italien ;
- au nord-ouest du village, en vue de la Garonne, le château des Rochers, avec son corps de logis à un étage.
- tout près du pont dit des Chartreux ou des moines, se trouve une haute tour carrée à trois étages et à toit pointu, accolée d'une tourelle, et fortifiée d'une bretèche, qui parait être du XVIe siècle et dépend du château moderne de Rolland.

## Héraldique
| Armes | Les armes de Preignac se blasonnent ainsi : Écartelé, au premier de gueules au léopard d'or surmonté de trois croissants d'argent ordonnés 2 et 1, au deuxième d'azur à la tour d'argent ajourée de sable à senestre, maçonnée du même et surmontée de deux fleurs de lys d'or, au troisième d'azur à la gabarre contournée équipée et habillée d'argent supportant quatre besants d'or, au quatrième de gueules aux six besants d'or ordonnés 3, 2 et 1 ; à la croix d'argent, brochant sur la partition, chargée en cœur d'un sauvage de carnation habillé de sinople appuyé sur sa massue de sable, accompagné en chef d'une lettre V capitale, en pointe d'une tête de crosse contournée et aux flancs de deux étoiles, le tout d'or ; l'écu enfermé dans une filière d'or. Légende du blason : - Le léopard (lion anglais) représente la Guyenne. - Les trois croissants représentent une partie des armoiries du château de Malle. - La tour représente les châteaux preignacais. - Les fleurs de lis rappellent qu'en 1566, Charles IX s'arrête à Armajan et anoblit Sauvage. - Le bateau ou gabare rappelle le port de Preignac et les quatre besants d'or représentent des barriques pour la tonnellerie. - Les besants représentent les grains d'or des raisins. - Le sauvage rappelle qu'en 1375, Arnaut de Sauvage occupait la situation de gouverneur de la sénéchaussée de Gascogne. - La lettre V représente la lettre capitale de saint Vincent, patron des vignerons. - La crosse d'évêque représente Léonce, évêque de Bordeaux, qui possédait domaines et maison à « Prinhac » et fit construire l'église de Preignac en la dédiant à saint Vincent. - Les deux étoiles sont un rappel de celles du blason de la famille de Guichener, seigneur d'Armajan, de Lamothe, de Taste, etc. dont l'un des fils devint gendre de Montesquieu. |

## Politique et administration

### Rattachements administratifs et électoraux
Preignac appartient à l'arrondissement de Langon depuis le 1er mai 2006, en lieu et place de celui de Bordeaux, à la suite d'un arrêté préfectoral en date du 22 mars 2006 portant modification des limites d'arrondissement dans le département de la Gironde, et au canton des Landes des Graves depuis le redécoupage cantonal de 2014. Avant cette date, elle faisait partie du canton de Podensac.
Pour l'élection des députés, la commune fait partie de la neuvième circonscription de la Gironde, représentée depuis 2017 par Sophie Mette (LREM-MoDem).

### Intercommunalité
De 2003 à 2016, Preignac appartenait à la communauté de communes de Podensac. Elle a intégré la communauté de communes Convergence Garonne le 1er janvier 2017.

### Administration municipale
Le nombre d'habitants au dernier recensement étant compris entre 1 500 et 2 499, le nombre de membres du conseil municipal est de 19.

### Liste des maires
| Période                                  | Période   | Identité              | Étiquette | Qualité |
| ---------------------------------------- | --------- | --------------------- | --------- | --- |
| ?                                        | ?         | Gabriel Reynal        | SFIO      | Conseiller général du canton de Podensac (1945 → 1951)                                                                      |
| Les données manquantes sont à compléter. |           |                       |           | |
| mars 1971                                | mars 1983 | Gérard Pujol          | PS        | Instituteur et directeur d'école Réélu en 1977                                                                              |
| mars 1983                                | juin 1995 | Rémi Queyrel          |           | Réélu en 1989 |
| juin 1995                                | mars 2008 | Gilles Filliatre      | DVD       | Chef de mission Réélu en 2001                                                                                               |
| mars 2008                                | mars 2014 | Jean-Pierre Manceau   | DVG       | Directeur technique et ingénieur retraité Vice-président de la CC de Podensac (2008 → 2014) Officier des Palmes académiques |
| mars 2014                                | mars 2020 | Jean-Gilbert Bapsalle | DVD       | Chef d'entreprise retraité Vice-président de la CC Convergence Garonne (2017 → )                                            |
| mai 2020                                 | En cours  | Thomas Filliatre      |           | |

## Démographie
L'évolution du nombre d'habitants est connue à travers les recensements de la population effectués dans la commune depuis 1793. Pour les communes de moins de 10 000 habitants, une enquête de recensement portant sur toute la population est réalisée tous les cinq ans, les populations de référence des années intermédiaires étant quant à elles estimées par interpolation ou extrapolation. Pour la commune, le premier recensement exhaustif entrant dans le cadre du nouveau dispositif a été réalisé en 2007.

En 2022, la commune comptait 2 140 habitants, en évolution de −0,47 % par rapport à 2016 (Gironde : +6,91 %, France hors Mayotte : +2,11 %).
| 1793  | 1800  | 1806  | 1821  | 1831  | 1836  | 1841  | 1846  | 1851  |
| ----- | ----- | ----- | ----- | ----- | ----- | ----- | ----- | ----- |
| 2 450 | 2 666 | 2 666 | 2 606 | 2 738 | 2 587 | 2 468 | 2 563 | 2 601 |

| 1856  | 1861  | 1866  | 1872  | 1876  | 1881  | 1886  | 1891  | 1896  |
| ----- | ----- | ----- | ----- | ----- | ----- | ----- | ----- | ----- |
| 2 426 | 2 550 | 2 539 | 2 482 | 2 582 | 2 591 | 2 504 | 2 534 | 2 549 |

| 1901  | 1906  | 1911  | 1921  | 1926  | 1931  | 1936  | 1946  | 1954  |
| ----- | ----- | ----- | ----- | ----- | ----- | ----- | ----- | ----- |
| 2 654 | 2 733 | 2 598 | 2 213 | 2 280 | 2 293 | 2 057 | 2 065 | 2 280 |

| 1962  | 1968  | 1975  | 1982  | 1990  | 1999  | 2006  | 2007  | 2012  |
| ----- | ----- | ----- | ----- | ----- | ----- | ----- | ----- | ----- |
| 2 184 | 2 227 | 2 096 | 1 958 | 1 992 | 2 026 | 2 138 | 2 148 | 2 179 |

| 2017  | 2022  | - | - | - | - | - | - | - |
| ----- | ----- | - | - | - | - | - | - | - |
| 2 140 | 2 140 | - | - | - | - | - | - | - |

## Lieux et monuments
- L'Église Saint-Vincent dont la façade du XVIIIe siècle est de style classique et le clocher couvert par un dôme en cuivre, est inscrite au titre des monuments historiques depuis 1925[36].

son orgue, récemment restauré et agrandi par Bernard Cogez, est une merveille.
- Le Château de Malle est une demeure du XVIIe siècle qui produit un cru classé de sauternes depuis 1855. Le château et ses jardins à l'italienne sont classés au titre des monuments historiques depuis 1949[37].
- Le Château des Rochers est un domaine viticole du XVIIIe siècle inscrit au titre des monuments historiques depuis 2008[38].
- Le Château Suduiraut est domaine viticole produisant un cru classé de sauternes.
- Le château des Ormes, situé au nord-ouest du bourg de Preignac, au lieu-dit Armajan, est une demeure Louis XV de noble apparence[39].
- Le château Jonka, au lieu-dit Junca, chartreuse du XVIIIe siècle dite girondine, c'est-à-dire bâtie en forme de U et qui regroupe le château, partie centrale qui comporte le logis au rez-de-chaussée avec pavillon central, et les dépendances agricoles terminées chacune par un pavillon à étage, qui forment les côtés de la cour fermée par un bâtiment traversé d'un passage couvert. Les dépendances comportent des écuries, des chais et un cuvier. Les bâtiments sont entourés d'un parc et d'un jardin. La partie la plus ancienne de l'édifice, située à l'extrémité de l'aile gauche date du XVIe siècle. Il produit un vin blanc liquoreux, le sauternes[40].

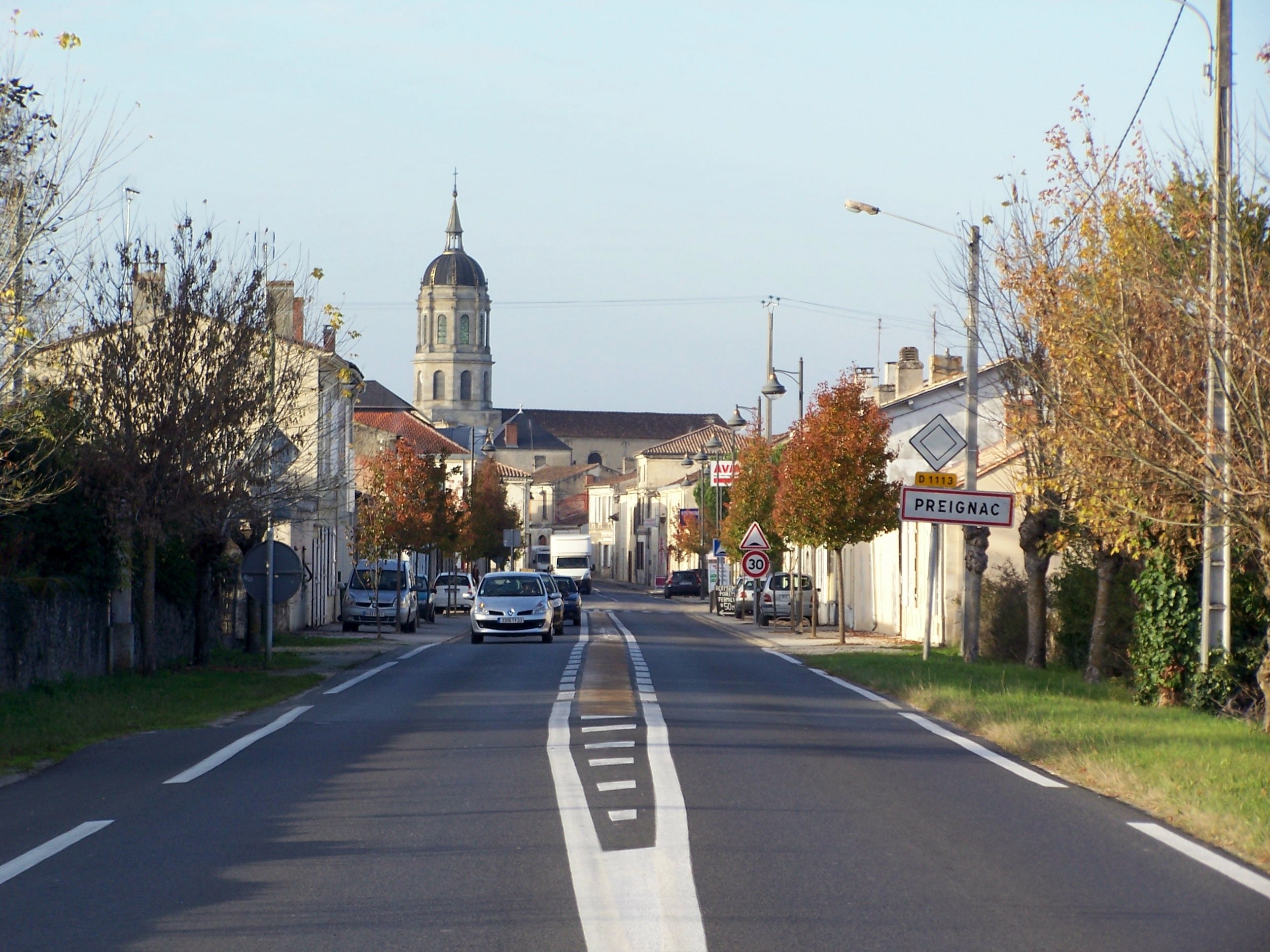
Entrée sud de la ville (oct. 2012)
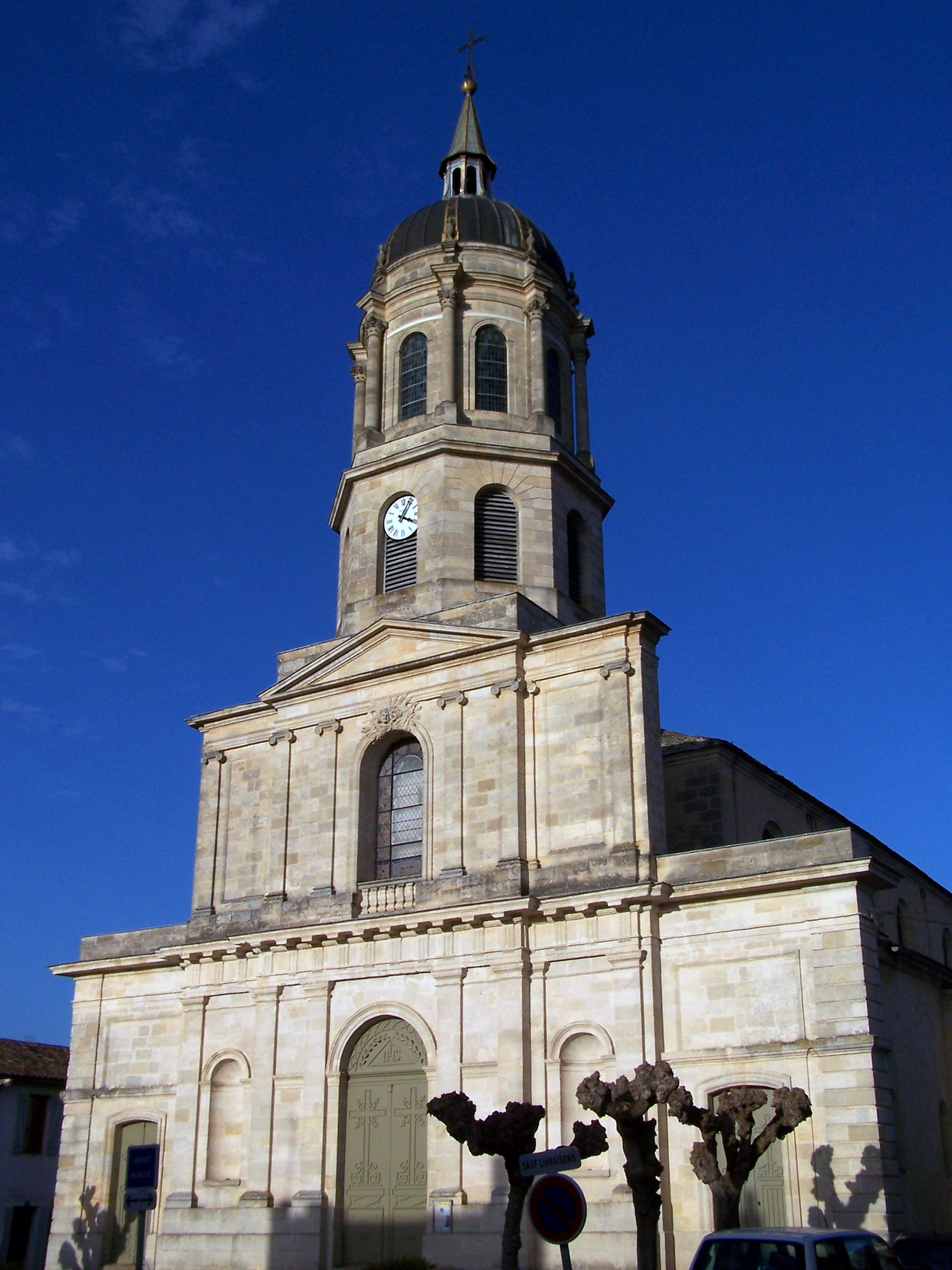
Façade sud de  l'église Saint-Vincent (oct. 2012)
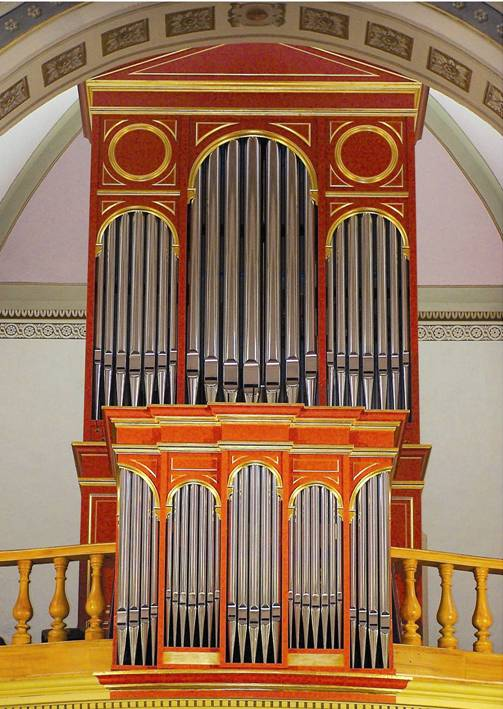
L'orgue de l'église Saint-Vincent (2005)
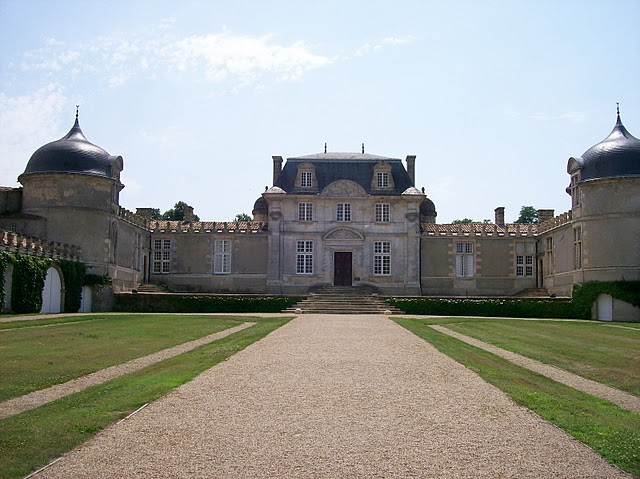
Le château de Malle (fév. 2010)
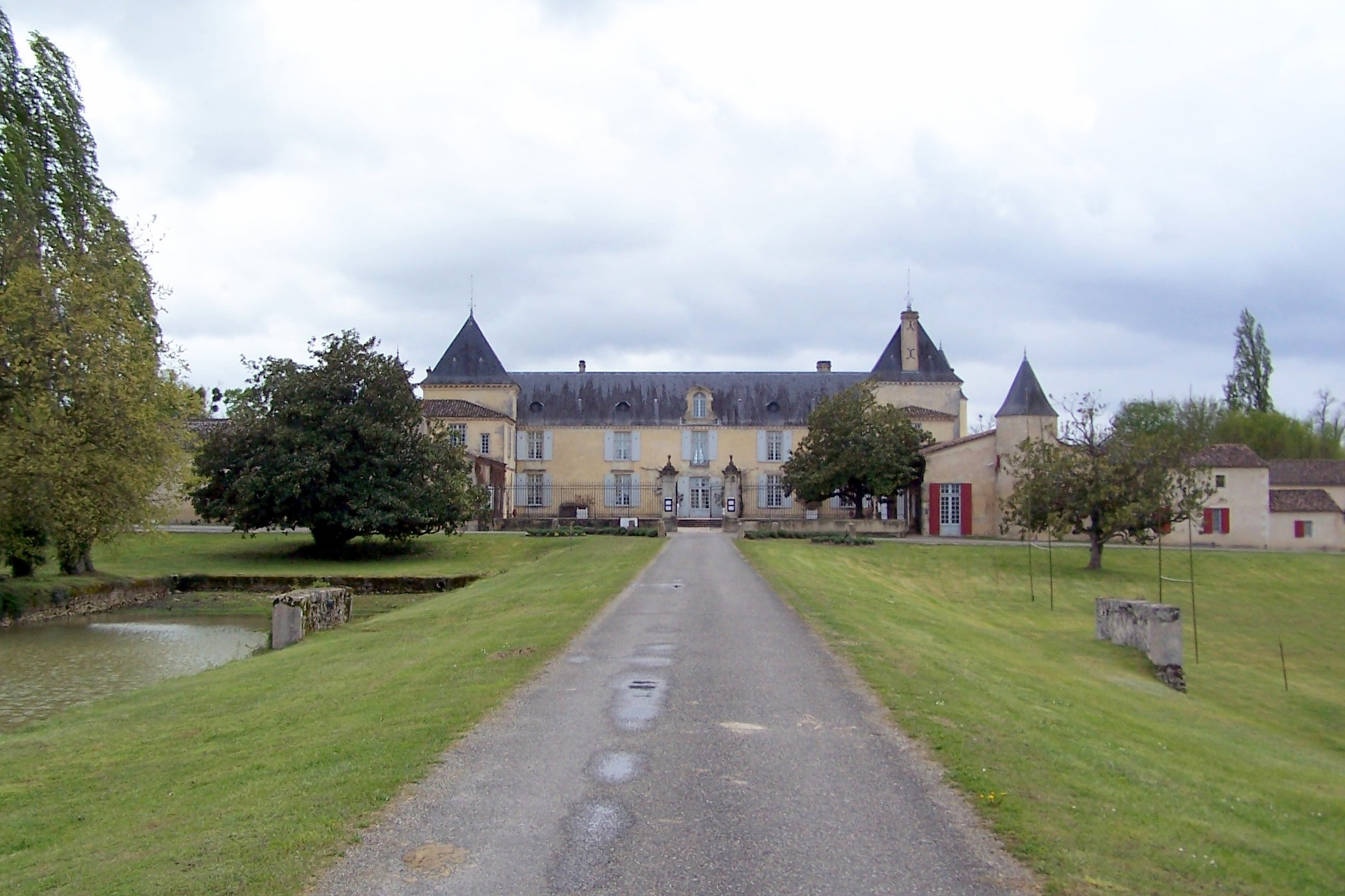
Le château Suduiraut (avr. 2012)
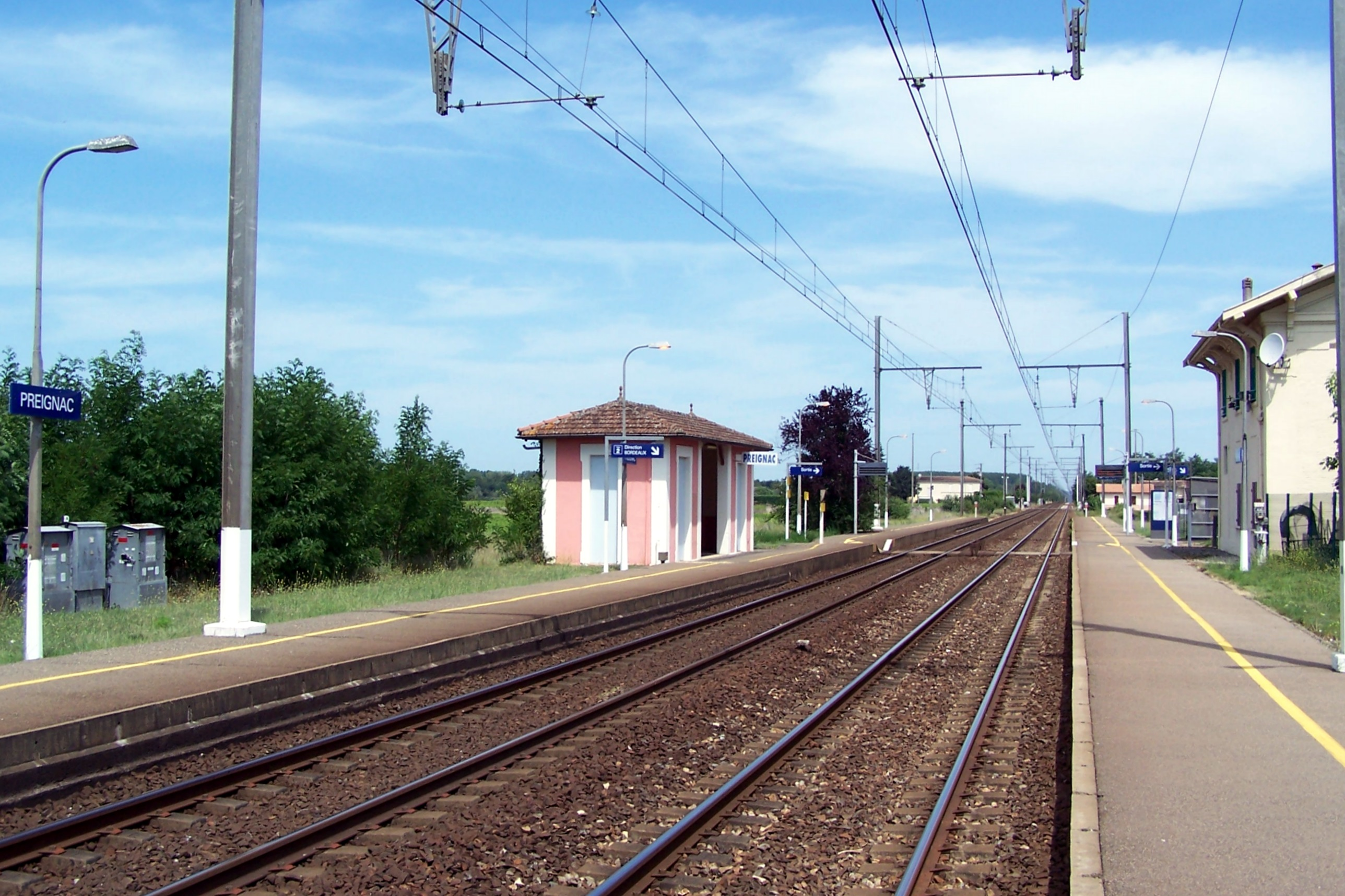
La gare de Preignac (juin 2011)
Ancien logo (jusqu'en janv. 2009)

## Personnalités liées à la commune
- François de Lamontaigne (1724-1812), magistrat et homme de culture, qui a passé la fin de sa vie au domaine de Bastore avant de décéder dans la commune.
- Henri de Lur-Saluces (1808-1891), homme politique né à La Réole, maire de Preignac de 1838 à 1841, député de la Gironde puis sénateur.
- Joël Dumé, arbitre de rugby à XV, né en 1959 dans la commune.
- Maurice Dubois (1869-1944), peintre, décédé dans la commune.